# Mitsubishi FTO
O Mitsubishi FTO é um automóvel coupê com tração dianteira produzido pela Mitsubishi Motors entre os anos de 1994 e 2000, nome vem de Fresh Touring Origination, é o sucessor do Mitsubishi Galant FTO.